# Herb Kowalewa Pomorskiego
Herb Kowalewa Pomorskiego – jeden z symboli miasta Kowalewo Pomorskie i gminy Kowalewo Pomorskie w postaci herbu, ustanowiony przez Radę Miejską 17 grudnia 2019 r. Autorem opracowania rysunku herbu jest Alfred Znamierowski.

## Wygląd i symbolika
Herb przedstawia w polu czerwonym księżyc złoty między takimiż gwiazdami nad połurybą srebrną.

## Historia
W czasach przynależności Kowalewa do państwa krzyżackiego istniały dwa godła Kowalewa: miejskie oraz godło komturii. Godło miejskie zawierało te same elementy, co dzisiejszy herb, natomiast godło komturii przedstawiało dwie czerwone ryby w słup, łukowato wygięte ku sobie głowami i ogonami. Chorągiew z godłem kowalewskiej komturii zdobyli polscy rycerze podczas bitwy pod Grunwaldem z rąk poległego w niej komtura Nicolausa von Viltz i przekazali królowi Władysławowi Jagielle, on z kolei oddał ją wraz z innymi zdobycznymi sztandarami Katedrze na Wawelu.
Herb przyjęty w 2019 rekonstruuje pierwotne barwy godeł i pola. Herb stosowany przed rokiem 2019 przedstawiał w polu srebrnym księżyc złoty między takimiż gwiazdami nad połurybą czerwoną. Takie układ barw powodował naruszenie zasad alternacji.

Herb Kowalewa Pomorskiego używany do 2019 r.
Chorągiew komturii kowalewskiej spod Grunwaldu